# Мост Палацкого
Мост Палацкого (чеш. Palackého most) — мост через Влтаву в Праге. Это третий по возрасту сохранившийся мост Праги, сооружён в 1876—1878 годах для развития промышленного района Смихов.

## Расположение
Расположен в створе улицы Лидицка (район Смихов, Прага 5), соединяя ее с набережной Рашина (район Нове-Место, Прага 2).
Выше по течению находится Вышеградский железнодорожный мост, ниже — Йираскув мост.
Ближайшая станция метрополитена - Карлово намести.

## Название
До получения официального названия мост называли Подскалским (чеш. Podskalský most), по названию поселения Подскали или Каменным мостом на Смихов (чеш. Kamenný most na Smíchov). В 1878 г. было дано название в честь Франтишка Палацкого, чешского историка и политического деятеля. В 1940—1945 гг. мост назывался мостом Моцарта, затем старое название было возвращено.

## История
Сооружён в 1876—1878 годах венской компанией «Klein, Schmoll und Gärtner» по проекту инженера Й. Райтера и архитектора Б. Мунцбергера. В 1878 г. проект моста получил серебряную премию на Всемирной выставке в Париже. При его возведении впервые в Праге была использована технология с использованием кессонов, которые были произведены на фабрике Рингоффера (чеш. Ringhofferova továrna) на Смихове.
Мост был открыт 22 декабря 1878 года. 28 марта 1883 г. на мосту было открыто движение конки, которую с 18 декабря 1900 г. заменил трамвай (мост Палацкого стал первым пражским мостом, по которому был пущен трамвай).
При въездах на мост были построены павильоны для взимания налогов. В период с 1888 по 1897 гг. на крыши павильонов были установлены скульптурные группы, созданные Й. Мысльбеком: Цтирад и Шарка, Либуше и Пшемысл, Люмир и Песня — персонажи «Старинных чешских сказаний» (собрания легенд, выполненного Алоисом Йирасеком).
Незадолго до окончания Второй мировой войны, 14 февраля 1945 года, мост был сильно поврежден во время воздушной бомбардировки. В 1948 г. поврежденные статуи были перенесены в парк Вышеградские сады.
В 1950—1951 гг. были проведены работы по ремонту и расширению моста. Общая ширина была увеличена с 10,7 до 13,9 метров. Павильоны при въездах на мост были разобраны. Движение по отремонтированному мосту было открыто 1 сентября 1951 года.